# Zahnreliquie des Buddha
Als Zahnreliquie des Buddha (singhalesisch දළදා වහන්සේ, Tamil புனிதப்பல், Pali danta dhātuya, englisch Relic of the tooth of Buddha) werden in Sri Lanka und in Indien mehrere „cetiya“ (Reliquien) von Gautama Buddha verehrt.

## Geschichte

### In Indien
Nach Legenden aus Sri Lanka wurde der Buddha nach seinem Tod in einem Scheiterhaufen aus Sandelholz bei Kushinagar kremiert und sein linker Eckzahn wurde von seinem Schüler Khema aus dem Scheiterhaufen geklaubt. Khema gab ihn dem König Brahmadatta. Er wurde zum königlichen Symbol in Brahmadattas Königreich und in der Stadt Dantapuri (dem heutigen Puri, Odisha) aufbewahrt.
Es entwickelte sich die Vorstellung, dass der Besitzer der Zahnreliquie ein göttliches Mandat für die Herrschaft des Landes habe. Das Dāṭhāvaṃsa berichtet von einem Krieg, der 800 Jahre um die Reliquie ausgetragen wurde. Die Konfliktparteien waren Guhasiva von Kalinga (କଳିଙ୍ଗ) und ein König namens Pandu.

### In Sri Lanka

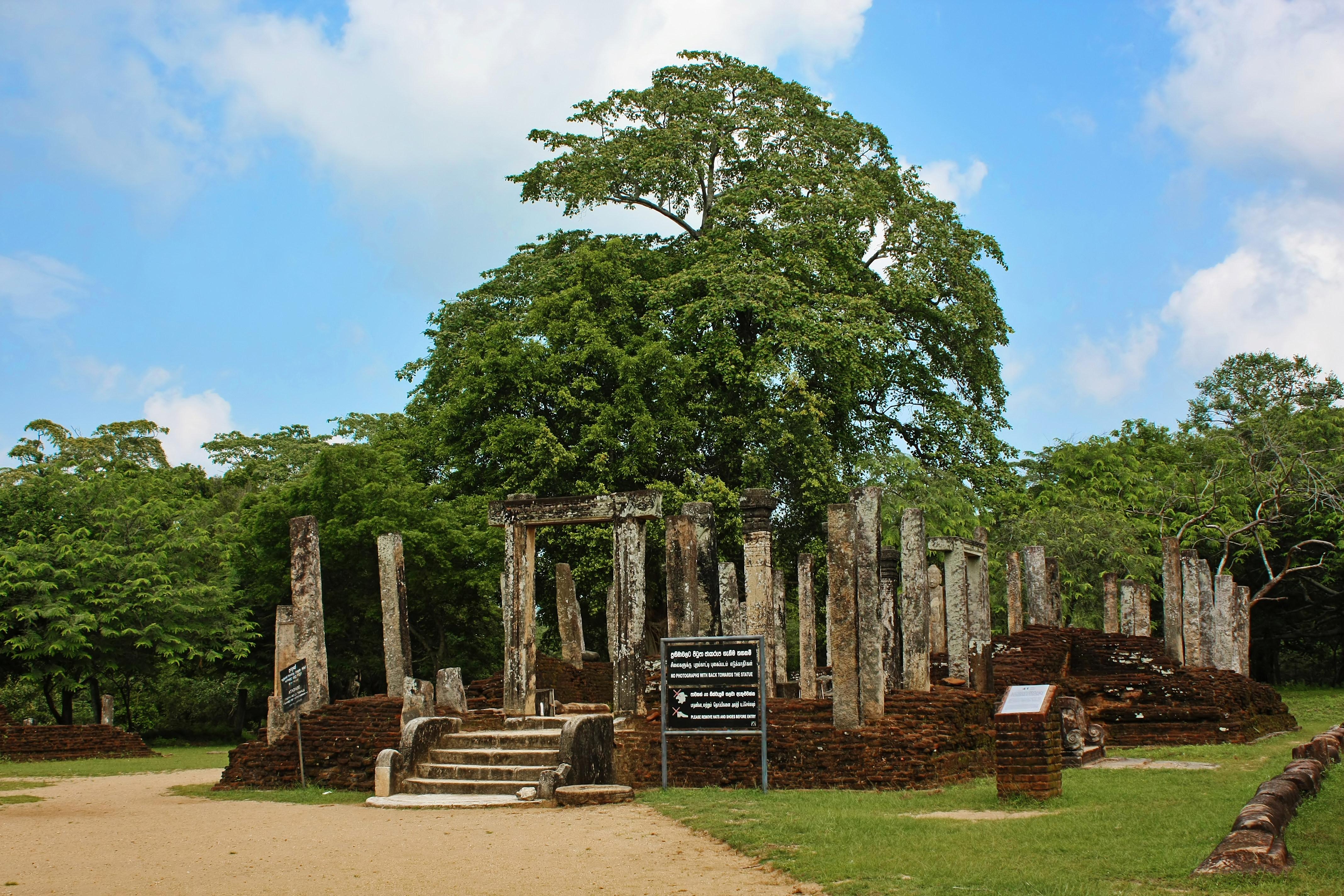
Das Atadage war der Sitz der Zahnreliquie während der Polonnaruwa-Ära.

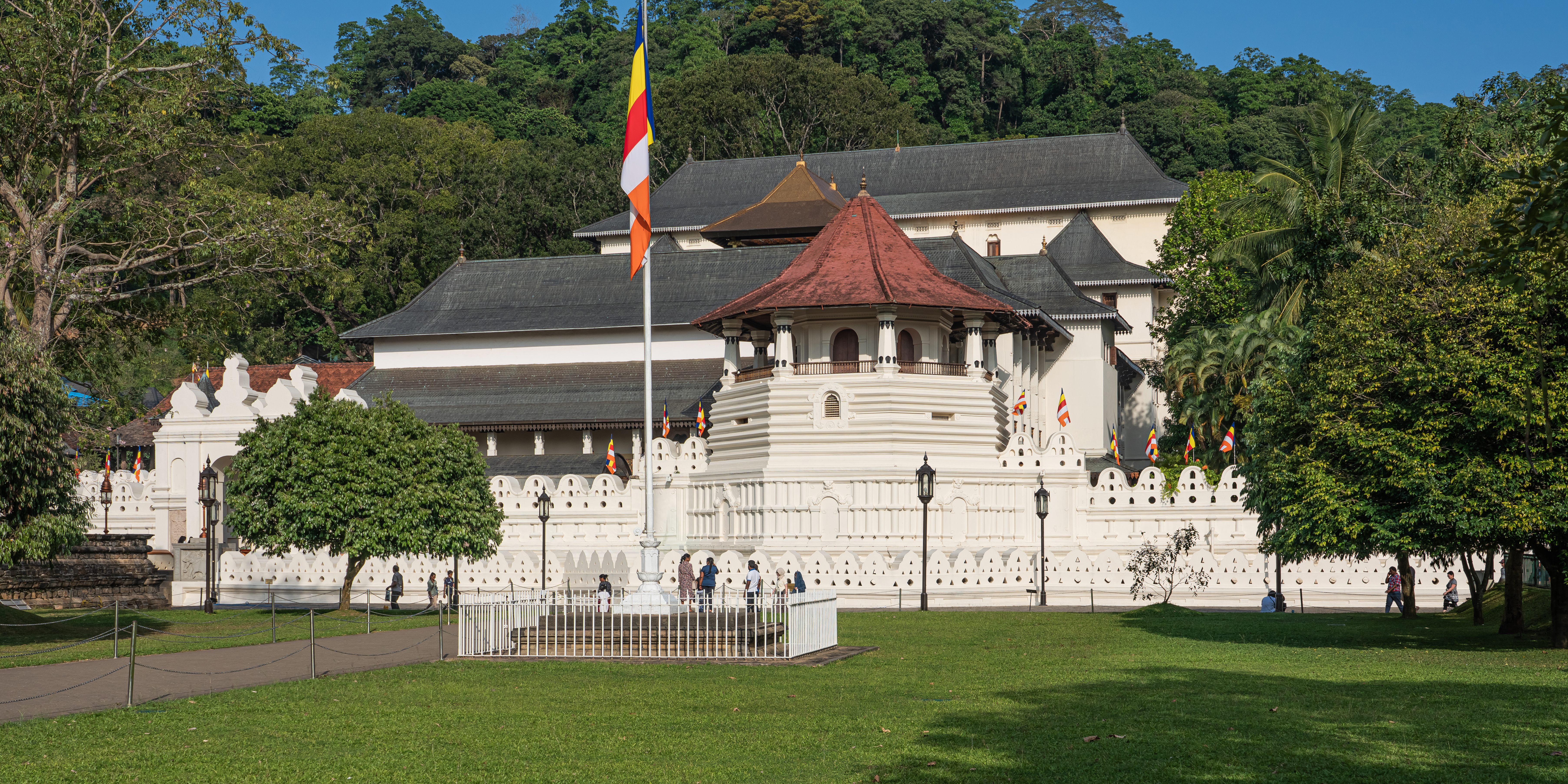
Sri Dalada Maligawa (Zahntempel), Kandy, Sri Lanka.

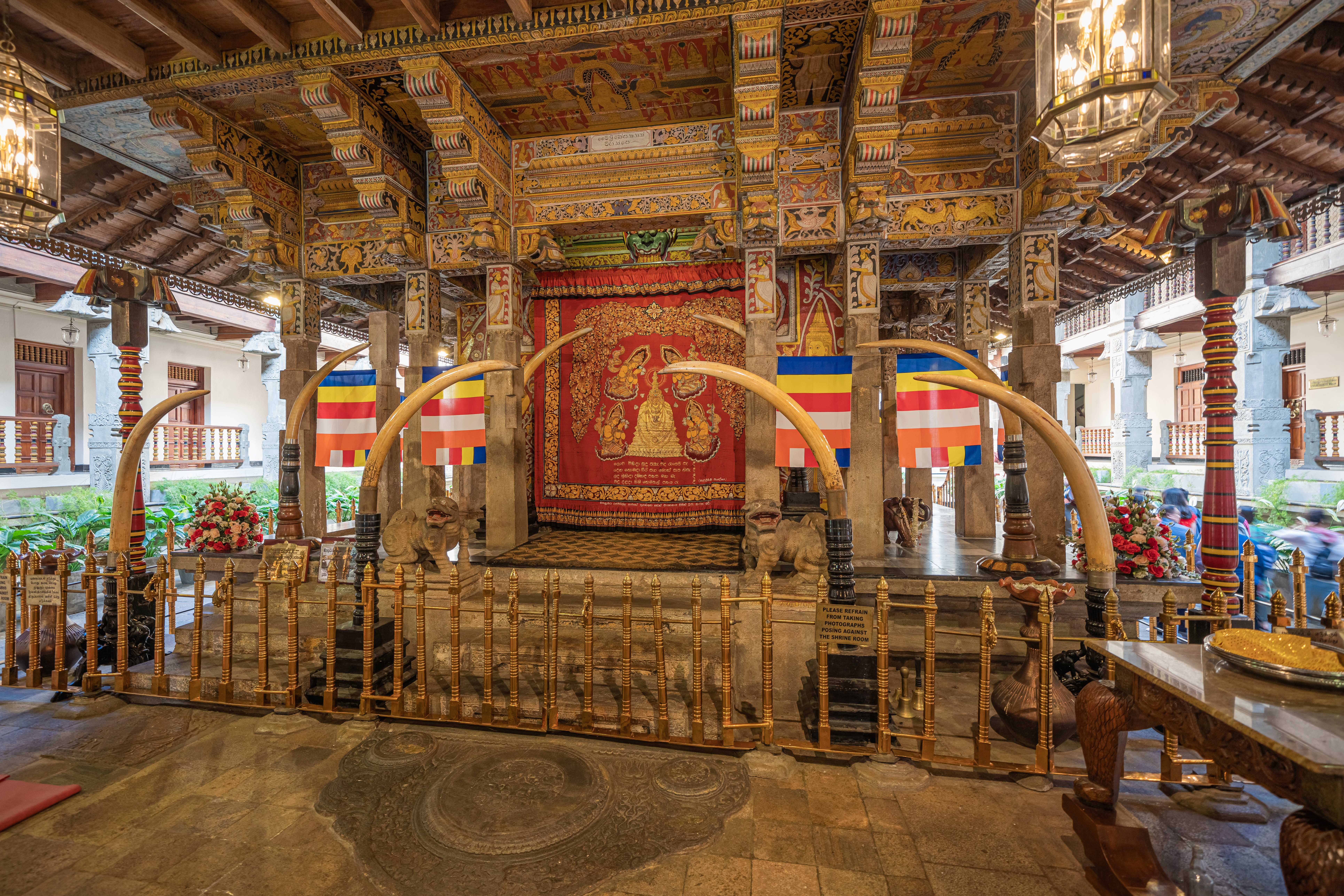
Der Schrein des Zahns.

Legenden berichten, dass dann zuerst der Abhayagiri Vihāra (Tempel) als Hüter der Reliquie bestimmt wurde, als der Zahn nach dem Krieg in Kalinga nach Sri Lanka gebracht wurde. Im Laufe der Zeit bedrohten wechselnde ausländische Mächte das Land und die Reliquie durch Invasionen. Beispielsweise bot der König von Bago, Burma, den Portugiesen £50.000 als Lösegeld für den Zahn; zugleich wurde der Sitz des Königreiches von Anuradhapura nach Polonnaruwa und später nach Dambadeniya und in andere Städte verlegt. Mit jedem Ortswechsel wurde ein neuer Schrein für den Zahn gebaut. Letztendlich kam er nach Kandy, wo er sich bis heute befinden soll, im Sri Dalada Maligawa (Zahntempel). Der Gelehrte Charles Boxer behauptet jedoch, dass der Zahn „öffentlich zu Bröseln zerstoßen wurde mit Mörser und Stößel vom Erzbischof von Goa“. Zu dieser Zeit wollte die Kirche alle Gegenstände der einheimischen Religionen zerstören. Es wird kein Datum angegeben, aber ein solches Ereignis um 1550 ist möglich.
Die Reliquie wurde als symbolische Repräsentation des lebenden Buddha angesehen und ist daher Begründung für eine Reihe von Opferzeremonien, Ritualen und anderen Zeremonien. Die zugehörigen Feierlichkeiten unterstehen der Aufsicht der beiden Mahanayaka von Malwatte, der Asgiriya-Kapitelversammlung und des Diyawadana Nilame des Zahntempels. Diese Leitung verfügt über eine Hierarchie von Beamten und Tempel-Funktionären, die die Gottesdienste und Rituale durchführen.

## Weitere Zahnreliquien
- Lingguang Temple (chinesisch 灵光寺) im Badachu-Park in Beijing, China.[5]
- Fo-Guang-Shan-Buddha-Museum (chinesisch 佛陀紀念館) des Fo-Guang-Shan-Klosters in Kaohsiung, Taiwan.[6]
- Engaku-ji (japanisch 瑞鹿山円覚興聖禅寺, 円覚寺) in Kamakura, Kanagawa, Japan.[7]
- Somawathiya Chaitya (සෝමාවතිය විහාරය), Polonnaruwa, Sri Lanka
- Buddha Tooth Relic Temple and Museum (chinesisch 佛牙寺龙华院, Xīn jiā pō Fó yá sì Lóng huá yuàn) in Chinatown, Singapur.[8]
- Lu Mountain Temple in Rosemead, Kalifornien[9][10]
- Nagarjunakonda (Hindi नागार्जुनकोंडा), Museum auf der Insel im Nagarjunasagar Lake, Guntur, Indien.[11]
- Baoxiang-Tempel in Wenshang (county), Jining-Stadt, Shandong, China